# Дуда, Вадим Валерьевич
Вадим Валерьевич Дуда́ (род. 24 декабря 1964) — генеральный директор Российской государственной библиотеки (с 2018), президент Российской библиотечной ассоциации (РБА), вице-президент национальной библиотечной ассоциации «Библиотеки будущего», председатель секции по международному сотрудничеству Российской библиотечной ассоциации, член-корреспондент постоянного комитета Секции по управлению библиотечными ассоциациями Международной федерации библиотечных ассоциаций и учреждений (ИФЛА), член межведомственного совета по развитию Национальной электронной библиотеки Архивная копия от 1 июля 2014 на Wayback Machine, координатор национального проекта Минкультуры России по созданию модельных библиотек в регионах России.

## Биография
Вадим Дуда родился 24 декабря 1964 года в городе Семипалатинске Казахской ССР.

### Образование
В 1991 году окончил Московский авиационный институт (МАИ) по специальности «инженер-механик», защитив диплом на английском языке.
В 2005 году получил степень МВА в American Institute of Business and Economics.

### Работа в библиотеках
В 1984 году начал свою трудовую деятельность в библиотеке в МАИ.

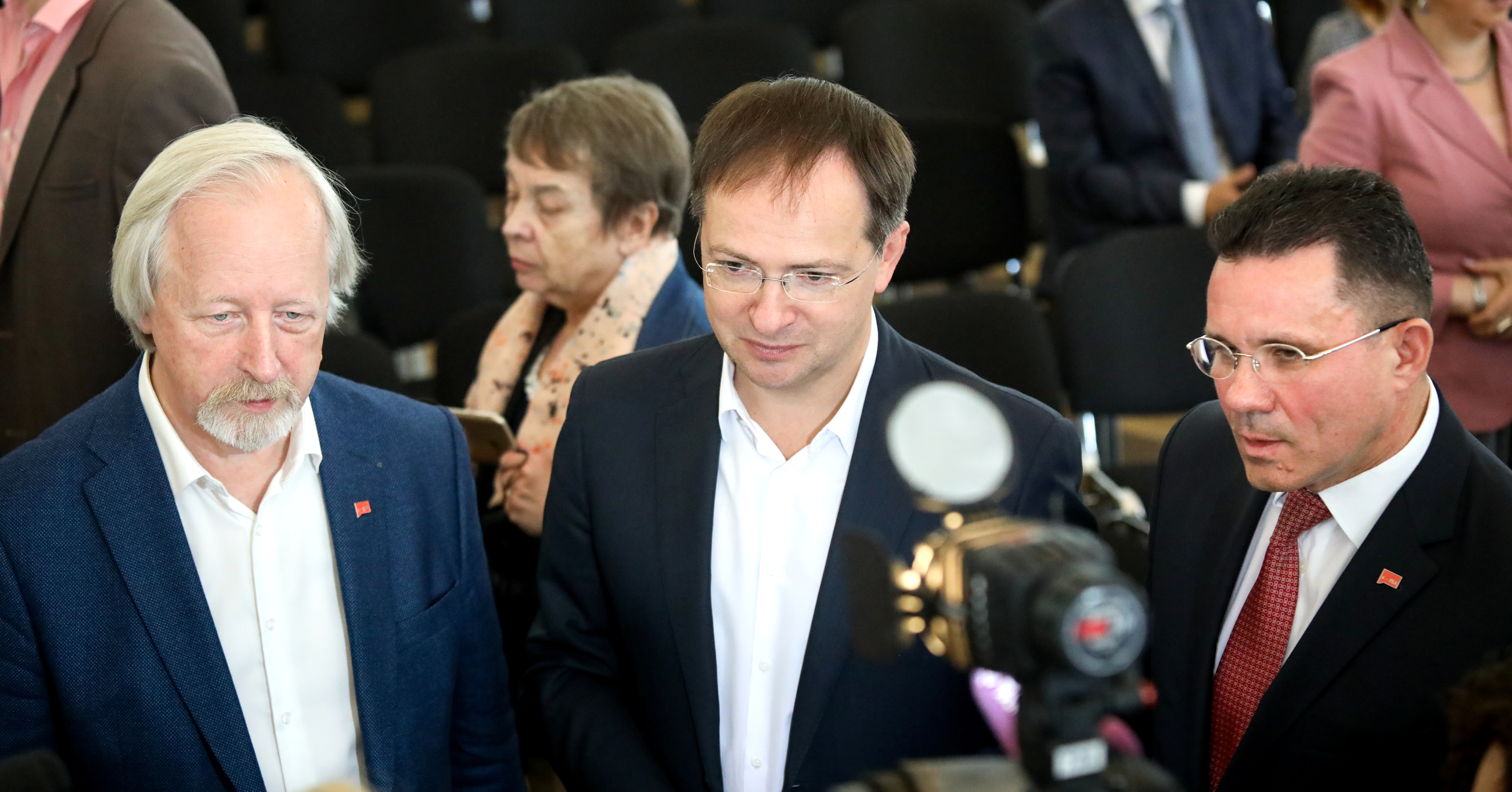
День библиотекаря 2019

С 1991 по 2012 год на различных должностях[каких?] занимался развитием международного сотрудничества, продвижением информационных технологий, открытием новых направлений в ИТ-индустрии. В 2012—2013 годах работал директором Департамента информационной политики и международных связей Минкультуры России, был советником Министра культуры. Участвовал в создании Национальной электронной библиотеки (НЭБ).
В 2013—2015 годах в должности и. о. ректора Академии переподготовки работников искусства и культуры и туризма (АПРИКТ) занимался вопросами развития библиотек в регионах, работал над созданием библиотеки Центра детского творчества в Сочи (Фонд «Талант и успех»).
В 2015—2018 годах занимал пост генерального директора Всероссийской государственной библиотеки иностранной литературы имени М. И. Рудомино.
Распоряжением Правительства РФ от 28 августа 2018 года назначен на 5 лет генеральным директором федерального государственного бюджетного учреждения «Российская государственная библиотека».
В 2024 году вошёл в Совет при президенте Российской Федерации по культуре и искусству.

## Общественная деятельность
- Вице-президент национальной библиотечной ассоциации «Библиотеки будущего».
- Председатель секции по международному сотрудничеству Российской библиотечной ассоциации.
- Член постоянного комитета Международной федерации библиотечных ассоциаций и учреждений  (ИФЛА).
- Член межведомственного совета по развитию Национальной электронной библиотеки.
- Координатор федерального проекта Минкультуры России по созданию модельных библиотек в регионах России.